# Bewbush Brook
Der Bewbush Brook ist ein Wasserlauf in West Sussex, England. Er entsteht als Abfluss des Foxhole Pond südwestlich von Crawley.  Er fließt zunächst in nördlicher und später in östlicher Richtung bis zu seiner Mündung in den Ifield Mill Pond. Er vereinigt sich mit dem Spruce Hill Brook kurz vor seiner Mündung in den Ifield Mill Pond.